# Jo, Borg
"Jo, Borg" (títol original en anglès "I, Borg")  és el 23è episodi de la cinquena temporada, de la sèrie de televisió de ciència-ficció estatunidenca Star Trek: La nova generació i el 123è de tota la sèrie. Es va emetre originalment el 10 de maig de 1992 en redifusió als Estats Units.  L'episodi va ser escrit per René Echevarria, amb l'ajuda de la productora executiva Jeri Taylor. Va ser dirigit per Robert Lederman, l'editor de "La nova generació", un dels dos crèdits de direcció que va rebre durant el transcurs de la temporada.
Ambientada al segle XXIV, la sèrie segueix les aventures de la tripulació de la nau de la Flota Estel·lar de la Federació Enterprise-D sota el comandament del capità Jean-Luc Picard. En aquest episodi, un dron Borg ferit (Jonathan Del Arco) és trobat enmig d'una nau d'exploració Borg estavellada. Mentre el recuperen, la tripulació ha de decidir si el desenvolupa o no com a arma de destrucció massiva contra els Borg; quan demostra lliure albir, escollint el nom Hugh, han de qüestionar aquesta decisió.
Els guionistes van tenir problemes per recuperar els Borg a causa de la seva aparent quasi invencibilitat. La idea de "Jo, Borg" va ser ben rebuda entre el personal, i Taylor la va comparar amb la pel·lícula Edward Scissorhands. L'episodi també va veure un desenvolupament en el disseny de maquillatge dels Borg per part de l'equip de Michael Westmore. Del Arco era deliberadament antisocial abans de la seva audició per accedir al paper, però també va intentar utilitzar la innocència i la meravella generades per la mort d'un amic com a veu de Hugh. Es va alegrar quan el personatge va tornar més tard a l'episodi de dues parts "Atac". L'episodi va rebre índexs d'audiència Nielsen del 12,8% i els crítics van ser positius, amb elogis dirigits tant a Del Arco com a Whoopi Goldberg, així com a la naturalesa general de la trama.

## Argument
La tripulació descobreix una nau d'exploració Borg destrossada amb un únic supervivent: un jove dron Borg. La Dra. Beverly Crusher (Gates McFadden) insisteix a tractar els Borg supervivents malgrat les preocupacions del capità Jean-Luc Picard (Patrick Stewart). Per ordre de Picard, el dron està confinat i monitoritzat per les forces de seguretat en tot moment i se li impedeix contactar amb el Col·lectiu Borg. L'enginyer en cap Geordi La Forge (LeVar Burton) i el tinent comandant Data (Brent Spiner) ajuden a Crusher a recuperar la salut del Borg. A mesura que entenen el funcionament dels Borg, La Forge i Data conceben la idea d'utilitzar el dron Borg com a arma de destrucció massiva. En implantar una fórmula geomètrica irresoluble a la seva ment i retornar-lo al Col·lectiu, la fórmula s'hauria de propagar ràpidament (de manera similar a un virus informàtic) i desactivar els Borg. Crusher està horroritzada per aquesta suggerència, considerant-la equivalent a un genocidi, mentre que en Picard i la resta de la tripulació sènior deliberen sobre l'ètica d'aquest pla.
El dron Borg inicialment es fa dir "Tercer de Cinc", però acaba referint-se i entenent-se a si mateix com a "Hugh", el nom que li va donar La Forge. En Hugh parla de com els Borg només volen aprendre sobre altres cultures a través de l'assimilació, però La Forge rebat aquest argument, discutint aspectes de la individualitat que els fan humans i únics. En debats posteriors, La Forge esdevé amic d'en Hugh i comença a dubtar de la seva idea anterior. Això es complica encara més quan Hugh mostra elements d'individualisme. La tripulació ara debat si és apropiat sacrificar un individu per protegir la majoria, tot i que en Picard encara insisteix a destruir el Col·lectiu. Crusher i La Forge s'organitzen perquè la Guinan (Whoopi Goldberg), que té una aversió similar pels Borg perquè van destruir el seu món natal, parli amb en Hugh.
Ella troba que Hugh no és un dron sense cervell sinó un jove confós, i accepta que Hugh ja no és un Borg. Guinan convenç Picard perquè també es reuneixi amb Hugh, i Picard arriba a la mateixa conclusió, en part perquè Hugh es refereix a si mateix com a "jo" en lloc del "nosaltres" col·lectiu dels Borg durant la seva discussió. Picard abandona el pla proposat i en canvi ofereix a Hugh asil dins de la Federació. Hugh expressa entusiasme davant la possibilitat de quedar-se amb La Forge, però finalment es nega, reconeixent que els Borg encara vindran a buscar-lo. S'ofereix a ser retornat al lloc de l'accident, on serà trobat i reassimilat pels Borg. Picard espera que, un cop Hugh es torni a connectar, el sentit d'individualisme que Hugh ha après s'escampi per tot el Col·lectiu. La Forge acompanya Hugh al lloc de l'accident i, des d'una distància segura, observa com els Borg el recuperen. Just quan els Borg surten del transport, Hugh es gira per fer una mirada de comiat a La Forge.

## Repartiment i doblatge al català
La sèrie va ser doblada al català pels estudis Tramontana (primera part) i Soundtrack (segona part) i emesa a TV3 l’any 1991. Els dobladors de l'episodi foren:
| Personatge          | Actor/actriu      | Veu en català            |
| ------------------- | ----------------- | ------------------------ |
| Jean-Luc Picard     | Patrick Stewart   | Joan Crosas              |
| William Riker       | Jonathan Frakes   | Antoni Forteza           |
| Data                | Brent Spinner     | Joaquim Sota             |
| Geordi La Forge     | LeVar Burton      | Aleix Estadella          |
| Worf                | Michael Dorn      | Enric Arquimbau          |
| Beverly Crusher     | Gates McFadden    | Aurora Garcia            |
| Deanna Troi         | Marina Sirtis     | Victòria Pagès           |
| Guinan              | Whoopi Goldberg   | Montserrat García Sagués |
| Tercer de cinc/Hugh | Jonathan Del Arco | Francesc Figuerola       |

## Producció
Després de l'episodi en dues parts basat en els Borg "El bo i millor d'ambdós mons", l'equip de producció va tenir dificultats per introduir els Borg a la sèrie a causa de la seva naturalesa imparable. La idea de la història per a "Jo, Borg" va ser ben rebuda per l'equip de producció, i el productor executiu Rick Berman va dir que es va "enamorar" de les caracteritzacions de Guinan, Picard, La Forge i Hugh, cosa que va donar lloc a una sèrie de dues escenes de personatges a l'episodi. L'editor d'històries René Echevarria va escriure el guió, amb l'assistència no acreditada de la productora executiva Jeri Taylor. Va comparar la idea amb la pel·lícula Edward Scissorhands (1990), dient que sentia que es convertiria en un "clàssic" i que els Borg "mai tornarien a ser els mateixos". Michael Piller, que va escriure "El bo i millor d'ambdós mons", va descriure "Jo, Borg" com una "gran premissa que obliga Guinan i Picard a afrontar els seus propis prejudicis". Va dir que era el seu favorit de la temporada.
L'episodi va ser dirigit per Robert Lederman, el seu primer de la sèrie i l'únic director nou durant la cinquena temporada. Lederman també va ser el muntador de la sèrie, i més tard va dirigir l'episodi  "La força de la Natura". "Jo, Borg" també va marcar la primera vegada que Jay Chattaway va fer una banda sonora per a un episodi relacionat amb els Borg; Chattaway va continuar fent-ho durant la resta de la sèrie i durant Star Trek: Voyager.

### Disseny i el paper de Hugh

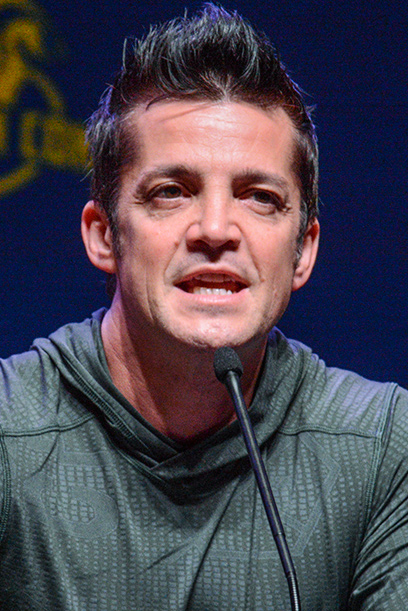
Jonathan Del Arco a aparèixer com el Borg individual "Hugh" a "Jo, Borg".

El disseny de les pròtesis Borg tal com s'utilitzaven a "Jo, Borg" va ser una evolució de les que s'havien vist anteriorment a la sèrie. L'equip de maquillatge de Michael Westmore va desenvolupar un ocular extraïble per a Hugh, utilitzant imants per permetre que l'actor el retirés segons ho requerís el guió. L'equip volia que l'ocular fos dramàtic, però va decidir no utilitzar un làser, ja que s'havia utilitzat anteriorment per a Locutus de Borg. En canvi, van optar per un holograma i una sèrie de LED que s'alimentaven amb una bateria integrada al vestuari i muntada a l'esquena de l'actor. La peça del braç també es va redissenyar; en lloc d'una sola peça de "club" com la que s'utilitzava anteriorment per als Borg, es va construir amb un guant de gomaespuma amb accessoris.
Jonathan Del Arco no tenia ni idea del que era un Borg abans de l'audició. Va rebre el guió la nit abans de reunir-se amb els productors i va sentir que li donava una idea decent del personatge. En canvi, Del Arco va explicar més tard que era deliberadament antisocial amb els altres actors de l'audició per tal d'entrar en la mentalitat de Hugh. Quan va actuar per als productors, algú altre va llegir les línies assignades a Picard i La Forge, i ell va sentir que immediatament havia obtingut un resultat positiu. Va rebre una trucada i va tornar a fer una altra audició. Anteriorment havia fet una prova de pantalla per al paper del personatge Wesley Crusher.
Va dir que la seva actuació a "Jo, Borg" va ser impulsada pels records de veure morir un amic de la infància i la innocència que sentia que es donava al record del seu amic al llarg del temps; "Quan vaig llegir el guió per primera vegada. Vaig sentir la seva veu, així és com sonava: ple de meravella i confusió sobre tot. Això, per a mi, era Hugh." Després de la seva aparició a l'episodi, va proposar un parell d'idees per a una història als productors per presentar el retorn de Hugh. Estava content quan el personatge va tornar més tard al final de la sisena temporada/setena temporada "Atac", que considerava similar a les seves idees anteriors.

## Recepció
L'episodi es va emetre durant la setmana que va començar el 10 de maig de 1992, en redifusió. Segons Nielsen Media Research, va rebre un índex d'audiència del 12,8%. Això significa que va ser vist pel 12,8% de totes les llars que miraven la televisió durant la seva franja horària. Quan es va emetre, va ser el setè episodi més vist de la temporada, darrere de les dues parts de "Unificació", "Una qüestió de temps", "Joc ofensiu", "Causa i efecte" i "El joc".
Keith DeCandido a la seva ressenya per a Tor.com va donar a l'episodi una puntuació de 8 sobre 10 i va descriure l'aparició de Goldberg com a "particularment bona", mentre que es va dir que Del Arco va ser "espectacular" en la seva "subtil i poderosa actuació". DeCandido va criticar la "desfiança" dels Borg, però va entendre per què els guionistes van adoptar l'enfocament que van fer, ja que és difícil escriure per a un enemic gairebé imparable. Va elogiar les caracteritzacions, específicament la de Crusher, i va afegir que "mai és dolent quan TNG realment recorda la continuïtat dels seus personatges". James Van Hise, al seu llibre The Complete Trek: The Next Generation, va dir que l'episodi "va enriquir el tapís creatiu de la sèrie" i va donar als guionistes diverses possibilitats per a una continuació.
Zack Handlen va donar a "Jo, Borg" una nota de A− a la seva crítica de The A.V. Club, i tot i que estava decebut que els Borg fossin menys "de malson", la qüestió del genocidi que planava sobre l'episodi i l'expansió de possibles idees d'història a partir de la trama van fer que valgués la pena.
En una revisió de SyFy dels 25 millors episodis de ciència-ficció entre 1992 i 2017, "Jo, Borg" va ser l'únic episodi de Star Trek seleccionat, tot i que això va excloure qualsevol episodi anterior al 1993 aproximadament.
Empire el va classificar com el 34è millor dels 50 millors episodis dels més de 700 episodis de televisió de Star Trek.
Screen Rant va classificar "Jo, Borg" com el sisè millor episodi de “Star Trek: La nova generació”. Variety el va classificar com el 13è millor episodi de Star Trek: La nova generació. The Hollywood Reporter el va classificar entre els vint-i-cinc millors episodis de Star Trek: La nova generació. Sven Harvey va incloure "Jo, Borg" en una llista de 25 episodis "imprescindibles" de la sèrie compilada per a Den of Geek, descrivint-la com "un episodi meravellosament escrit i executat que obre el camí per a desenvolupaments posteriors".
Newsweek va destacar aquest episodi per l'aparició d'una identitat independent, i d'empatia i perdó. Comenten: "A mesura que els Borg, aïllats de la ment col·lectiva, comencen a reconèixer-se com a individus, també ho fan Picard i Guinan".
Forbes va assenyalar aquest episodi com una exploració de les implicacions de la tecnologia avançada, mostrant com un alienígena Borg aïllat ha d'aprendre a ser un individu.
Den of Geek va classificar Jonathan Del Arco a Star Trek: La nova generació com un dels deu millors papers d'estrella convidada a Star Trek: La nova generació. Apareix en el paper de Tercer de Cinc (és a dir, Hugh), a "Jo, Borg" i "Atac, Part II".

### Guies de visionat
The Nerdist va incloure aquest episodi com a part d'un arc argumental d'aquesta sèrie de televisió. Proposen un arc argumental amb l'Enterprise 1701-D enfrontant-se als Borg, que inclouria "Què Q?", "El bo i millor d'ambdós mons", "Jo, els Borg" i "Atac".
SyFy Wire va recomanar aquest episodi per a marató de sèries, assenyalant com l'episodi presenta el Borg 'Hugh' en recuperació interpretat per Jonathan Del Arco.

## Llançament en mitjans domèstics
"Jo, Borg" es va estrenar en vídeocasset VHS als Estats Units i Canadà el 7 d'octubre, 1997. L'episodi es va publicar posteriorment als Estats Units el 5 de novembre de 2002, com a part del conjunt de DVD de la cinquena temporada. Posteriorment es va publicar com a part de la col·lecció en DVD Star Trek: Fan Collective – Borg, que reunia els episodis amb temàtica Borg de La nova generació, Star Trek: Voyager i Star Trek: Enterprise. El primer llançament en Blu-ray va ser als Estats Units el 19 de novembre de 2013, seguit del Regne Unit el 18 de novembre.

## Star Trek: Picard
A l'estiu del 2019, es va anunciar que Del Arco repetiria el seu paper com a Hugh a la sèrie de televisió Star Trek: Picard, apareixerà en tres episodis durant la primera temporada  d'aquella sèrie.